# Michael Lynch (socioloog)
Michael E. Lynch (17 oktober 1948) is een Amerikaans wetenschapssocioloog en -antropoloog die zich specialiseerde in een ethnomethodologische benadering van science studies. Veel van zijn werk heeft betrekking op de rol van visuele representaties in wetenschappelijk onderzoek. Zijn eerste boek, Art en artifact in laboratory science (1985), was een van de eerste etnografische studies van wetenschappelijke laboratoria, waarin Lynch wetenschappers doorheen hun alledaagse activiteiten in het laboratorium volgde.
In 2016 won hij de J. D. Bernal Prize voor zijn werk.